# پرنده آبی (نمایش‌نامه)
پرندهٔ آبی (فرانسوی: L'Oiseau bleu‎) نمایش‌نامه‌ای از شاعر و نمایش‌نامه‌نویس بلژیکی، موریس مترلینک است که نخستین بار در ۳۰ سپتامبر ۱۹۰۸ میلادی در تئاتر هنری مسکو اجرا شد. تاکنون چندین فیلم و یک مجموعهٔ تلویزیونی از روی آن ساخته شده است. آهنگساز فرانسوی، آلبرت ولف نیز اپرایی برپایهٔ آن ساخته است که نخستین بار در ۱۹۲۰ میلادی در تالار اپرای متروپولیتن نیویورک اجرا شد. موریس پیرو سبک سمبولیسم است.
نوشته های او معمولاً دارای سمبول و نماد است.
داستان آن دربارهٔ دختری به نام می‌تیل و برادرش تیل‌تیل است که به دنبال پرندهٔ آبیِ خوشحالی هستند. در این راه یک پری کمکشان می‌کند.

و در این میان یکسری وسایل که هر کدام نماد انسان هایی در دنیای واقعی هستند، پدیدار می شوند (نان، سگ، گربه، آتش، تاریکی، روشنایی، شیر، اتش، قند و...).
 تجلی اندیشه عطار نیشابوری را در این نمایشنامه می توان دید.